# Université de Birmingham
L'université de Birmingham (University of Birmingham ou Birmingham University) est la plus ancienne des trois universités dans la ville anglaise de Birmingham. Elle a été fondée en 1900 par Joseph Chamberlain à partir du Mason Science College et de l'University of Birmingham Medical School (en). Elle est donc la première des universités « Redbrick ».
C'est une institution de recherche, avec plus de 19 000 étudiants au premier cycle et plus de 11 000 étudiants aux cycles supérieurs. Elle est un membre fondateur du groupe universitaire Russell Group, et du groupe universitaire mondial de recherche Universitas 21.

## Classement et réputation académique
En septembre 2013, l’université a été nommée University of the Year 2013-14  par The Times et The Sunday Times.
Elle est classée dixième université au Royaume-Uni par The Telegraph, et 62e dans le monde par le Classement mondial des universités QS.

## Personnalités liées à l'université

### Étudiants
- Indarjit Singh, journaliste et animateur britannique
- ʻAna Taufeʻulungaki, ministre de l'Éducation des Tonga

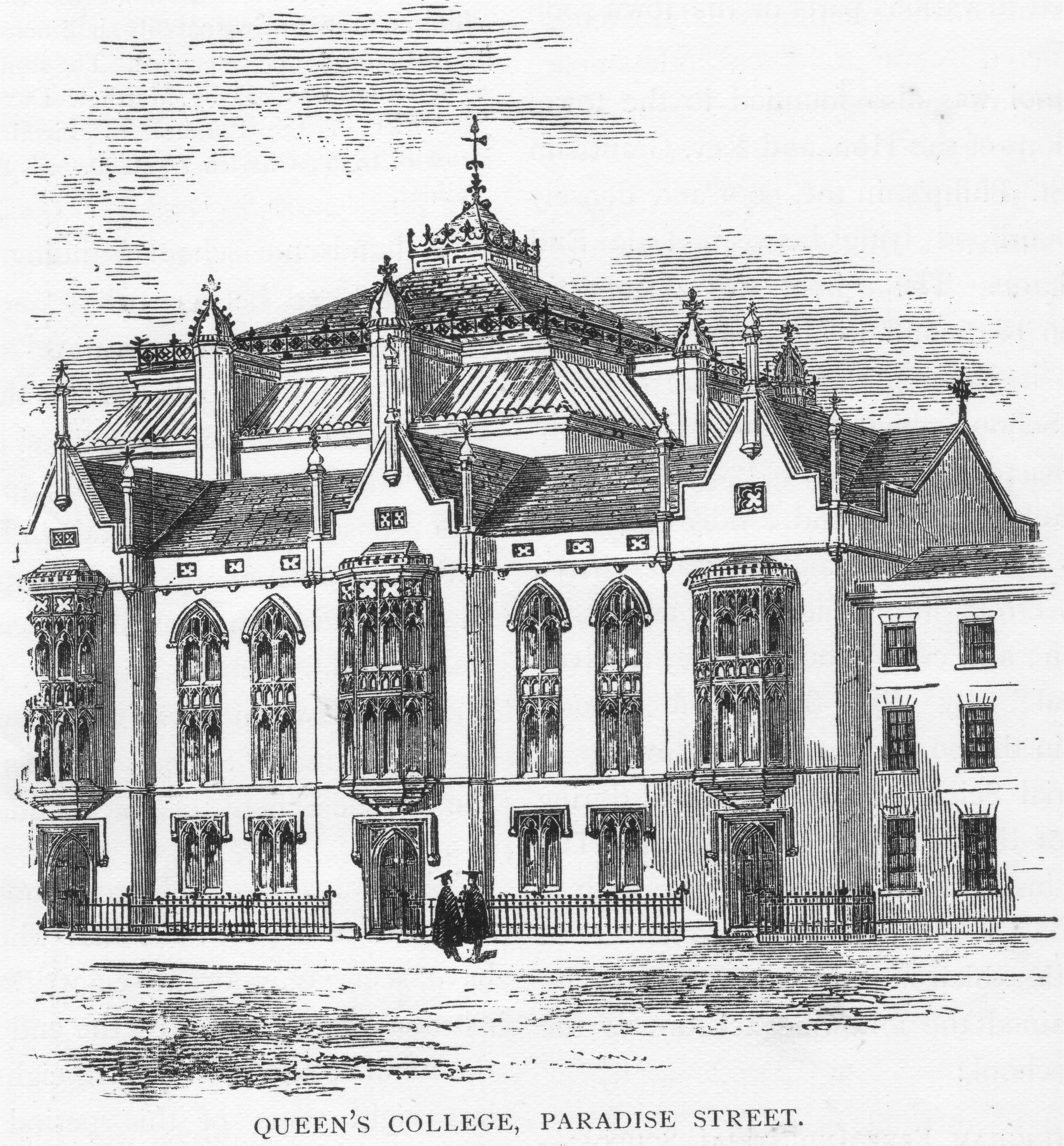
Queen's College est le prédécesseur de l'université de Birmingham.